# Odozana patagiata
Odozana patagiata là một loài bướm đêm thuộc phân họ Arctiinae, họ Erebidae.